# Condition Hüman
Condition Hüman es un álbum de estudio de la banda de metal progresivo Queensrÿche. Fue lanzado el 2 de octubre de 2015 a través de Century Media. Es el segundo disco de la banda en el que la voz corre a cargo de Todd La Torre (ex-Crimson Glory), luego del despido del vocalista original, Geoff Tate.

## Lista de temas
1. "Arrow of Time" - 3:59
2. "Guardian" - 4:19
3. "Hellfire" - 5:05
4. "Toxic Remedy" - 4:09
5. "Selfish Lives" - 4:57
6. "Eye 9" - 3 :20
7. "Bulletproof" - 4:00
8. "Hourglass" - 5:09
9. "Just Us" - 5:58
10. "All There Was" - 3:44
11. "The Aftermath" - 0:59
12. "Condition Hüman" - 7:52

## Personal
- Todd La Torre - voz
- Scott Rockenfield - batería
- Eddie Jackson - bajo, coros
- Michael Wilton - guitarras
- Parker Lundgren - guitarras